# Olesicampe lata
Olesicampe lata là một loài tò vò trong họ Ichneumonidae.